# Baja
Baja (německy Frankenstadt) je město se župním právem v jižním Maďarsku, v župě Bács-Kiskun. Leží na levém břehu Dunaje a je centrem okresu Baja. 
Rozkládá se na ploše 177,61 km² a v roce 2024 zde žilo 32 759 obyvatel. Město je významný dunajský přístav, který po staletí hrál vedoucí roli v regionálním obchodu s plodinami, zvířaty a vínem. Nachází se na severovýchodním okraji historického regionu Bačka, jehož většina je součástí srbské Vojvodiny.

## Název
V latině je doložen historický název města Francillo, v němčině se objevuje název Frankenstadt. Současný maďarský název se předpokládá bude tureckého původu, označoval v dobové osmanské turečtině býka nebo je označením původního vlastníka lokality.

## Poloha
Město se rozkládá na ploché terase na břehu Dunaje, 160 km jižně od Budapešti, na levém čili východním břehu. Do města zasahuje slepé rameno veletoku s názvem Sugovica (chorvatsky Šugavoda). U ní se také nachází staré město s nejstaršími stavbami.

## Historie

### Nejstarší dějiny
Lokalita současného města byla osídlena již v dávnověku. Od 6. století bylo osídleno Avary. První písemná zmínka o moderním sídle pochází z roku 1323. Vznik Baji jako souvisle osídleného sídla ve 12. století je široce přijímán již od počátku století dvacátého. Ve století třináctém zde působili nejspíše jednotky františkánů původem z dnešní Bosny a dalších oblastí západního Balkánu. 
Trvalé osídlení vzniklo původně v místě, kde byl možný přechod přes Dunaj. V roce 1474 daroval uherský král Matyáš Korvín město rodině Czoborů. Současný název byl nejprve zaveden až během období tureckých výbojů a okupace Uher Osmanskou říší ve století šestnáctém. V té době byla centrem náchie, nacházela se zde asi stovka domů a pevnost. Později byla částečně rekolonizována při znovuobnovení dolních Uher po stažení Turků. Díky tomu přišli do Baji příslušníci různých národů, např. Němci, ale také jižní Slované (Chorvati, Srbové). V závěru 17. století sem uprchli někteří jižní Slované z oblastí dnešní Bosny, resp. Srbska.

### Moderní doba
Po osvobození od Turků hrála Baja klíčový význam především ve smyslu zásobování nového bojiště. Již roku 1696 ji byl vrácen statut města. Obec byla znovoubnovena a dosídlena především německými kolonisty. Jejich první vlna dorazila v roce 1712.
V roce 1739 zde vypukla epidemie moru, později roku 1751 jej poničila povodeň. Na mapách prvního vojenského mapování je patrné město Baja v poloze odpovídající dnešnímu historickému centru. Stejně tak se zde nacházelo již slepé rameno Dunaje, které ji oddělovalo od ostrova Pandur (jihozápadně od města). Kromě toho existoval i ostrov Starý Pandur, při jehož blízkosti leželo také vojenské skladiště a blíže k městu potom solný úřad. Na mapě byla rovněž vyobrazena kaple sv. Rocha a dále kalvarijní vrch, kde se dnes nachází hřbitov. Město obklopovaly téměř ze všech stran (s výjimkou té dunajské) rozsáhlé vinice.
V polovině 18. století se stal vlastníkem Baji uherský gróf Grassalkovich. Ten zde nechal na náměstí vybudovat svůj palác (dnes v něm sídlí radnice). Později město vlastnila rodina Zichy, nakonec se Baja vykoupila a stala se svobodným městem.
V roce 1840 potom město zasáhl rozsáhlý požár. V roce 1828 byly ulice vydlážděny. Díky tomu bylo možné do Baji svážet kamenické výrobky a odsud je dále po Dunaji přepravovat do celých Uher. Mapy druhého vojenského mapování z druhé poloviny 19. století dokumentují značně pozměněnou strukturu města (nejspíše po požáru) a jeho rozšíření především směrem na sever. Okolo hlavních cest začala vznikat jednotlivá předměstí. V 40. letech 19. století zde byla postavena rovněž i synagoga (dnes budova slouží jako městská knihovna).
Město bylo v 19. století významné jako překladiště obilí. Na západním okraji města se nacházel přístav přímo na dunajském břehu. Z okolních polí se sváželo na lodě a poté transportovalo proti proudu Dunaje dále do Uher a do Rakouska. Jako významný přístav sloužila Baja i ve 20. století. V rámci zprůmyslnění zde vznikl závod na výrobu zemědělských strojů a také na alkoholické nápoje (jak dokládají mapy třetího vojenského mapování z přelomu století. Okolo původního přístavu se také začalo rozvíjet předměstí sv. Jana (Szent-János). Ostrov Pandur byl rozdělen na dvě části plavebním kanálem, který dále pokračoval v močálovité krajině jižně od města až k obci Hercegszántó. Do města vedla nejprve železnice ze Subotice (resp. z obce Bácsalmás na dnešním maďarském území) a až ve 20. století byl postaven most přes Dunaj a dnešní železniční uzel.
V rámci maďarizačních tendencí bylo v roce 1883 zrušeno vyučování v (srbo)chorvatském jazyce.

### 20. a 21. století

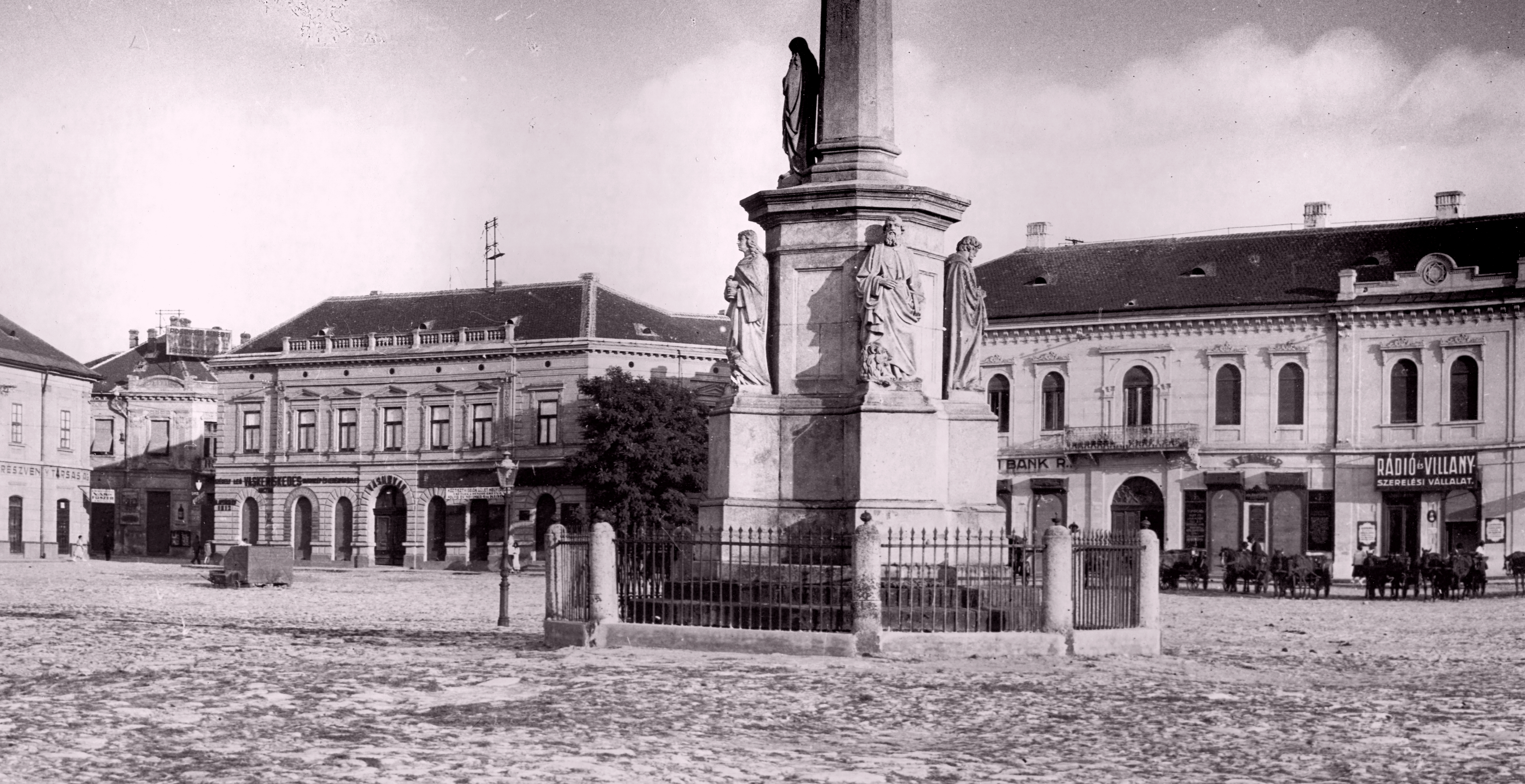
Svatotrojiční náměstí v roce 1934.

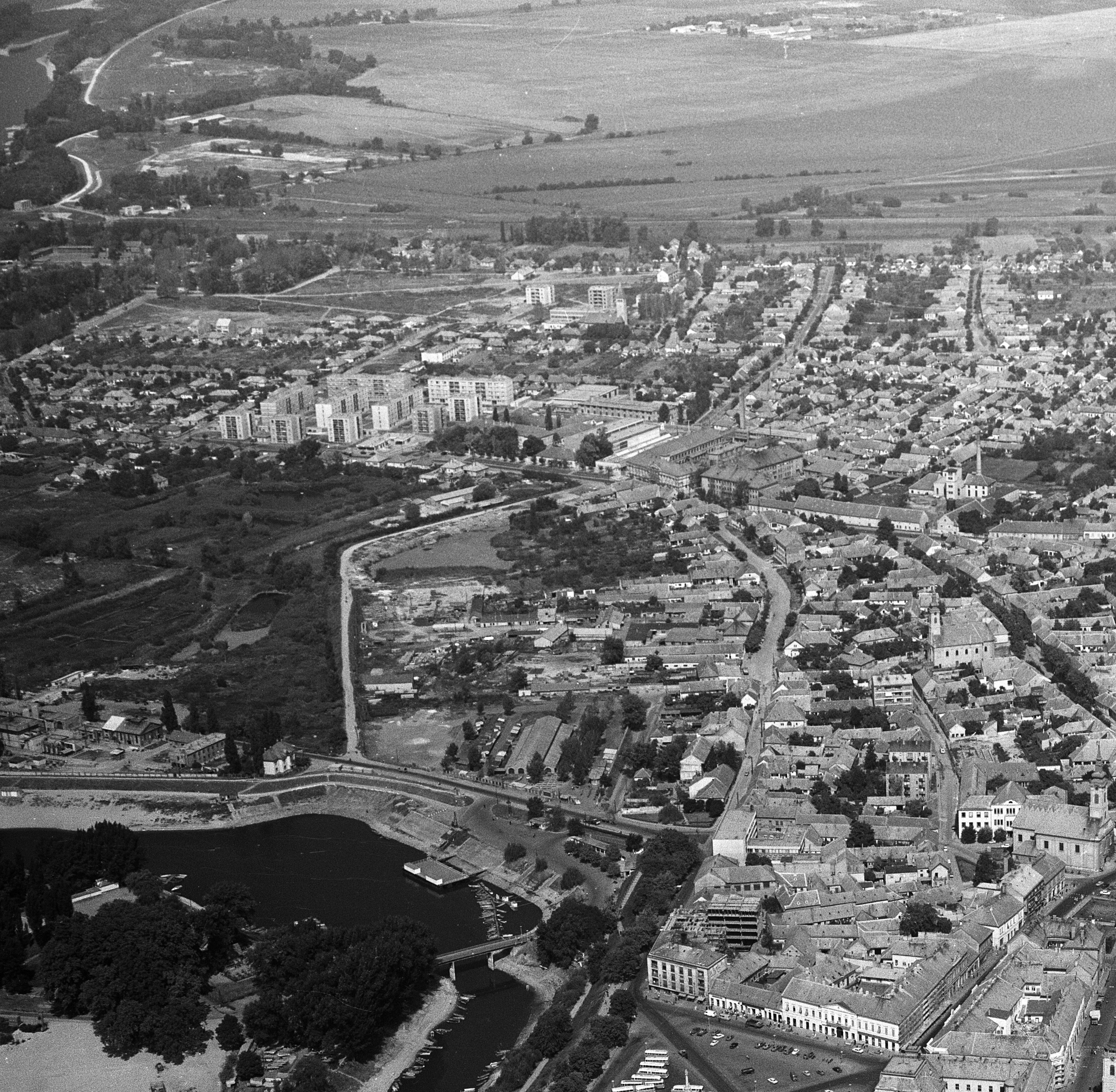
Letecký pohled na město roku 1975.

Po skončení první světové války byla Baja okupována nově vzniklým královstvím Srbů, Chorvatů a Slovinců. To se zde pokoušelo získat nějakým způsobem čas pro vyjednání vhodnější hranice i na druhý břeh řeky Drávy. Na základě Trianonské dohody měla Baja zůstat Maďarsku, nicméně srbské vojsko se stáhlo až roku 1921. Po několik let byla Baja součástí tzv. Republiky Baranya-Baja. V rámci toho byl starostou města jmenován Srb původem z Pančeva Vasa Dolinka.
V roce 1930 byla k Baje připojena vesnice Bajaszentistván (chorvatsky Fancaga).
V závěru druhé světové války jednali zástupci tehdejších jugoslávských partyzánů se Stalinem o možnosti případných změn hranic mezi Jugoslávií a Maďarskem (ve prospěch Jugoslávie), především s cílem získání města Baja a jeho připojení k jugoslávskému státu. I přes značný zájem partyzánů však Stalin tyto myšlenky nakonec odmítl, přestože ještě v roce 1944 byl otevřen myšlence, že by lidové povstání nebo manifestaci v tomto směru Rudá armáda podpořila.
Po válce zde byla ustanovena Jihoslovanská antifašistická fronta jako menšinová organizace jihoslovanských národností na území Maďarska. Město bylo nicméně etnicky smíšené, neboť se zde ještě 15 % obyvatel hlásilo také k německé národnosti a jednalo se o potomky původních kolonistů, kteří do Baji dorazili v 18. století.
Po druhé světové válce bylo město rozšířeno o Nové město (maďarsky Újvárosi lakótelep), které vyplnilo prostor mezi hlavním korytem Dunaje (předměstím Szent-János) a historickým středem města. Město bylo rozsáhle industrializováno, byl sem soustředěn hlavně průmysl textilní. V centru města byl otevřen první moderní obchodní dům (Bácska). Roku 1988 dosáhl populační rozvoj Baji svého vrcholu (žilo tu čtyřicet tisíc obyvatel) a od té doby pozvolně klesá.
Na počátku 21. století zde byla závadná voda ve vodovodním řadu, město následně získalo novou čističku odpadních vod. Po roce 2005 bylo také renovováno hlavní náměstí.

## Kultura

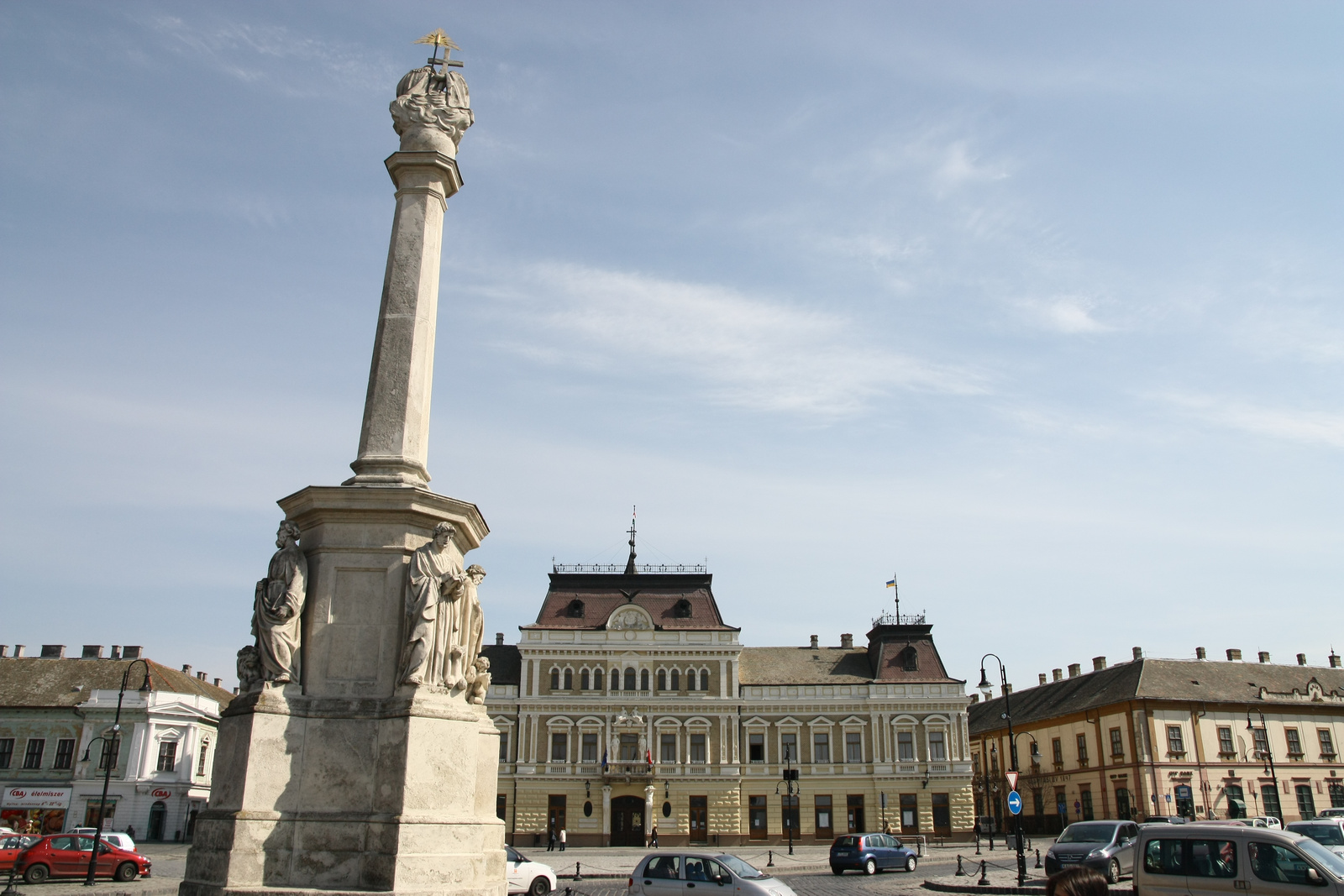
Náměstí Svaté Troijice v Baji.

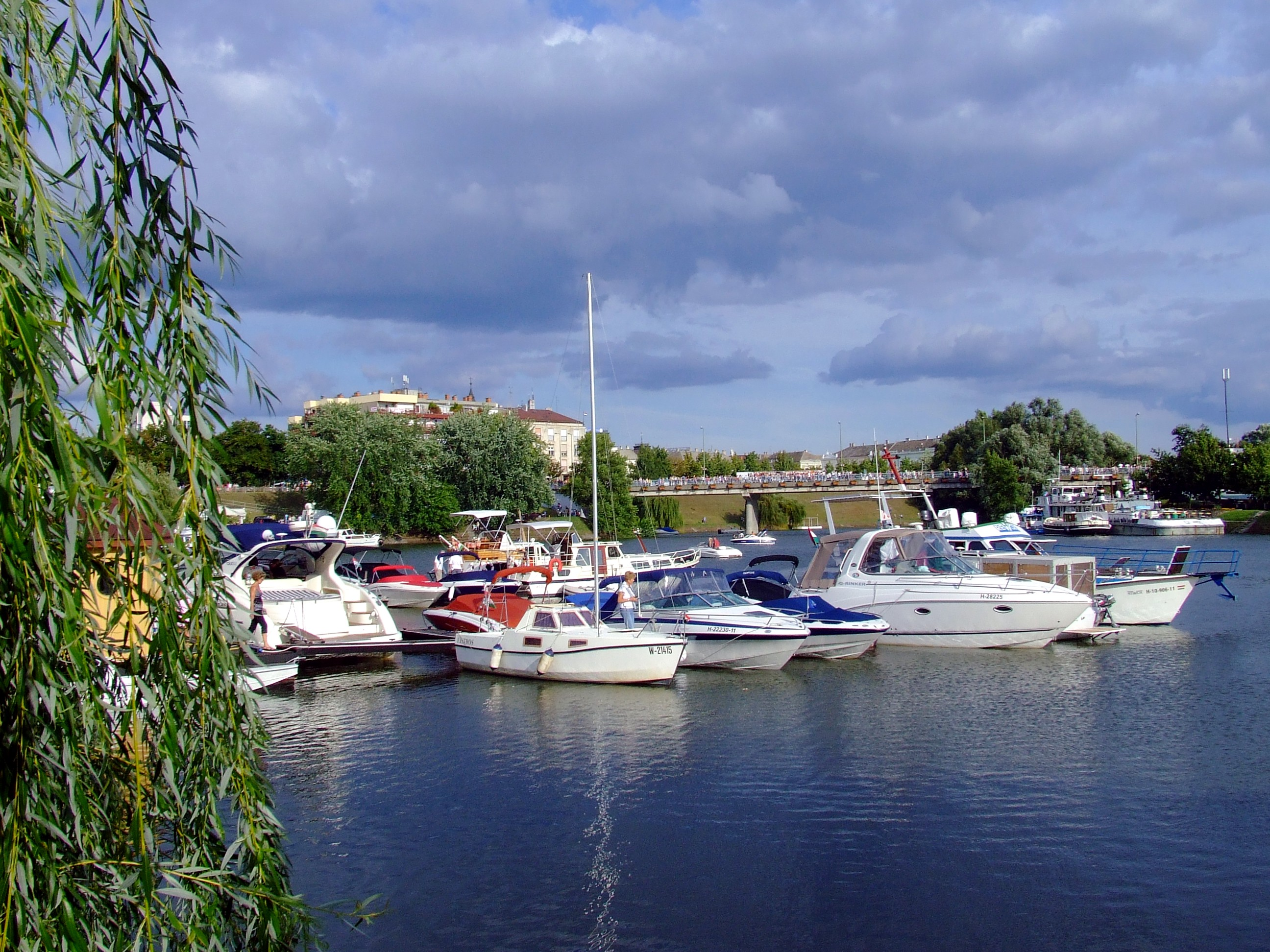
Přístav pro sportovní lodě.

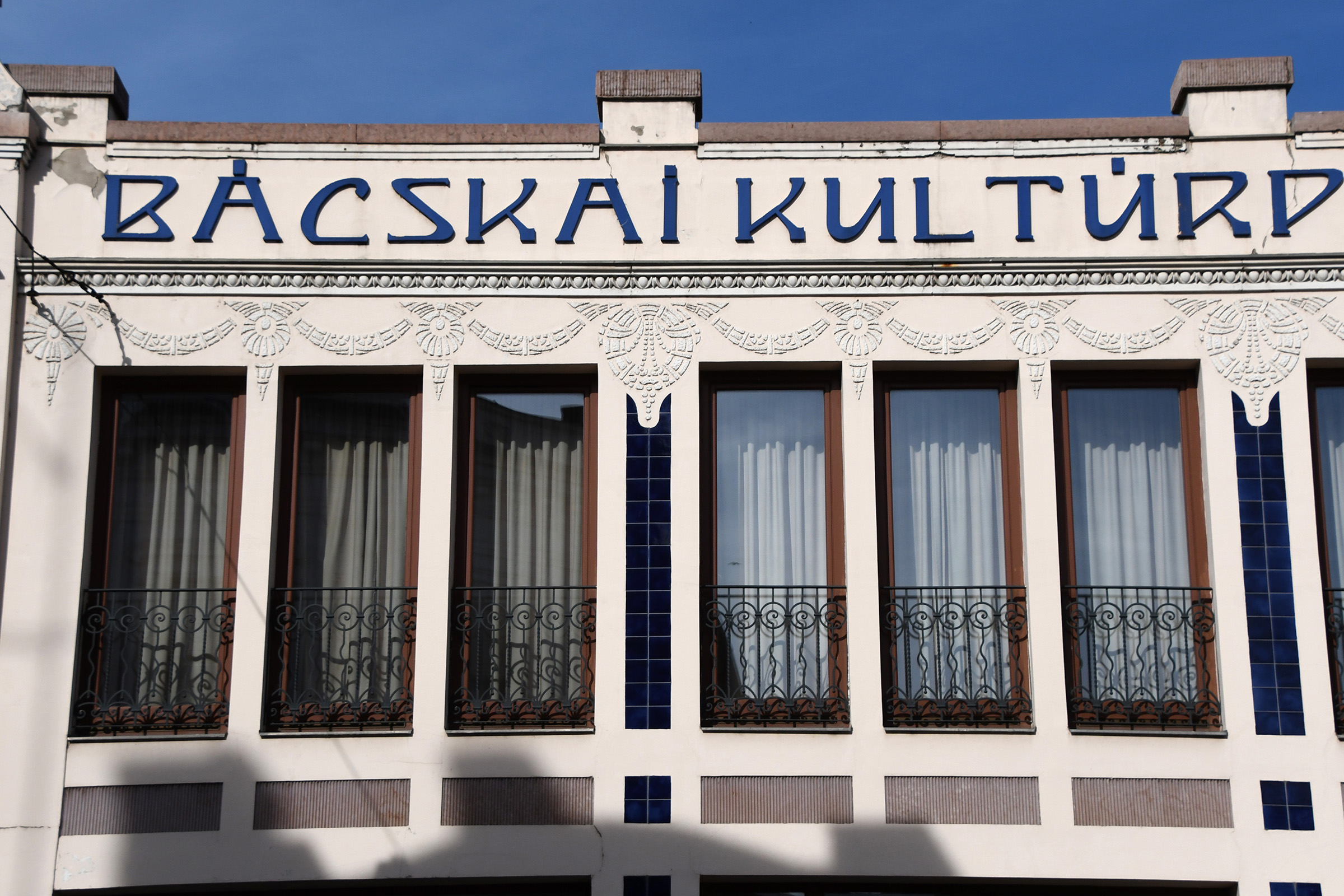
palác kultury Bačky, secesní budova v Baji.

### Kulturní instituce
Na hlavním náměstí (náměstí Svaté Trojice – maďarsky Szentháromság tér) se v secesní budově nachází Muzeum Istvána Türra. Ten zde má také i svoji sochu.
Městská galerie nese název po Istvánu Nagym. 
V centru města se nachází divadelní jeviště na břehu řeky Sugovica a z nedalekého Petőfiho ostrova je možné představení sledovat. 
Ve městě rovněž působí muzeum věnované Ferencovi Miskolczymu.
Ve městě se nachází menšinová organizace, která sdružuje obyvatele, hlásící se zde k chorvatské národnosti.

### Kulturní památky
Na již zmíněném Svatotrojičním náměstí se nachází nejstarší budovy ve městě, jako např. místní radnice, nebo Pilaszánovicsův palác (č. 11). Stojí zde jako jedna z nejstarších památek také sloup Nejsvětější trojice, který náměstí dominuje. Nedaleko od tohoto náměstí je náměstí Kálmana Tótha v jehož centrální části stojí i socha známého bajského rodáka. Prostor má parkovou úpravu.
Ve středu města také stojí katolický kostel sv. Petra a Pavla, který byl postaven roku 1722. Již zmíněná budova synagogy, kterou až do druhé světové války využívali místní Židé, dnes slouží jako městská knihovna. Dále zde stojí také památkově chráněný srbský-pravoslavný kostel. Město má vlastní evangelický i reformovaný kostel.

### Kulturní akce
Den města se slaví 11. července. Každý rok se zde koná rybářský festival, při němž se uvaří velké množství rybí polévky.

### Zeleň a životní prostředí
Hlavní oázou zeleně jsou lužní lesy podél Dunaje, které slouží k rekreaci a kde se nacházejí sportoviště (Petőfiho ostrov). Na druhé straně Dunaje vede řada turisticky značených tras oblastmi uvedených lesů.
Městský park v centru Baji nese název Déri kert.

## Ekonomika
Během industrializace Uher se ukázala role Baji jako přístavu na Dunaji. Ačkoliv András Vályi ve svých textech popsal město jako místo, kde dominuje především zemědělství a nacházejí se zde velké trhy s obilninami, již později zde vznikly sklady pro převoz zboží. Převáželo se kromě obilí i víno, dřevo, vlna a kůže. Na konci 19. století zde vznikla řada průmyslových podniků, jejich období slávy však pokazila první světová válka a ztráta významu Baji (ztráta statutu okresního města). 
Až v rámci centrálního plánování byl rozvoj opět iniciován v 70. letech 20. století. Nově byl průmysl (např. závod NKH) soustředěn na východním okraji města. V 90. letech minulého století zde probíhala složitá restrukturalizace ekonomiky. 

## Doprava

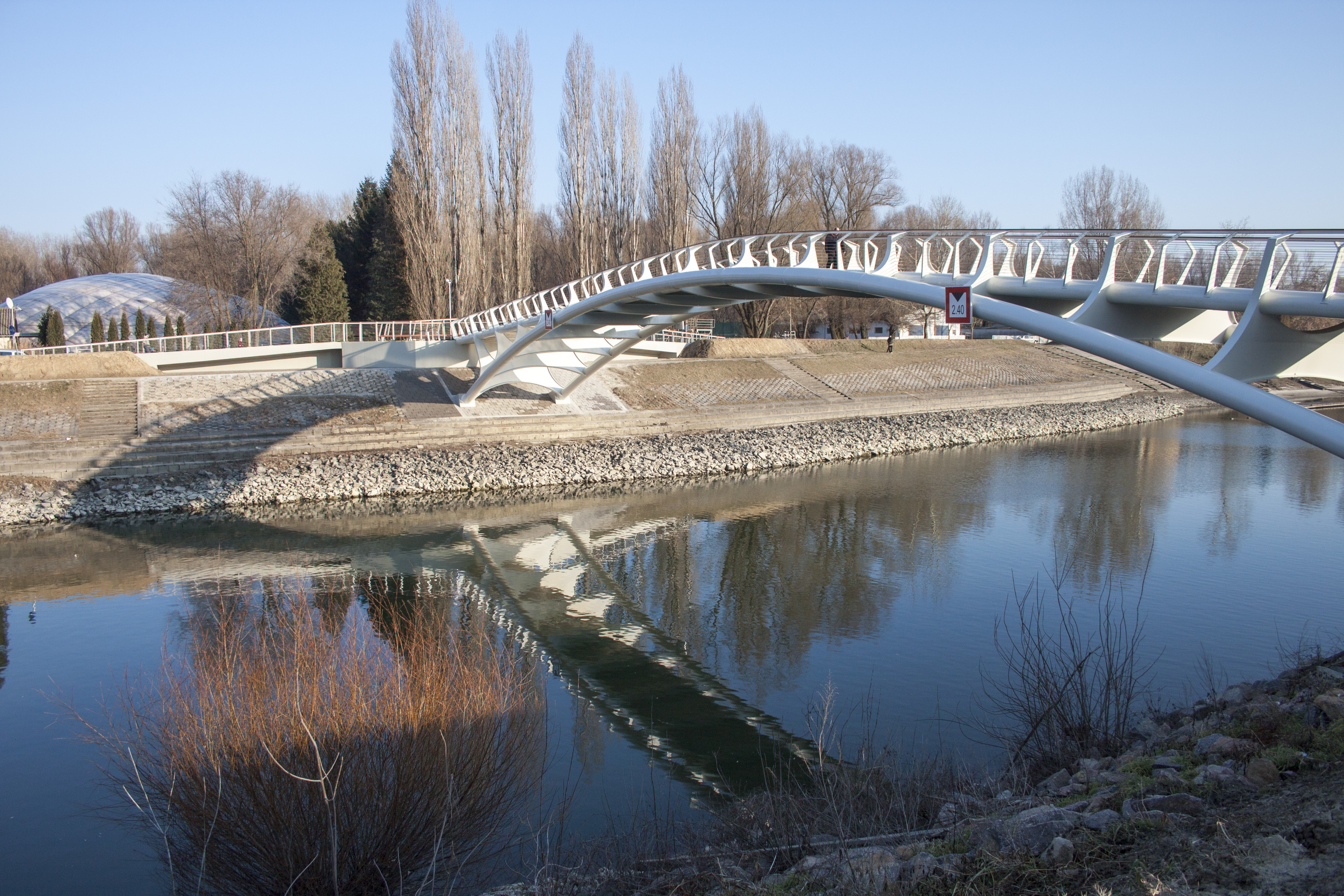
Pěší most v Baji.

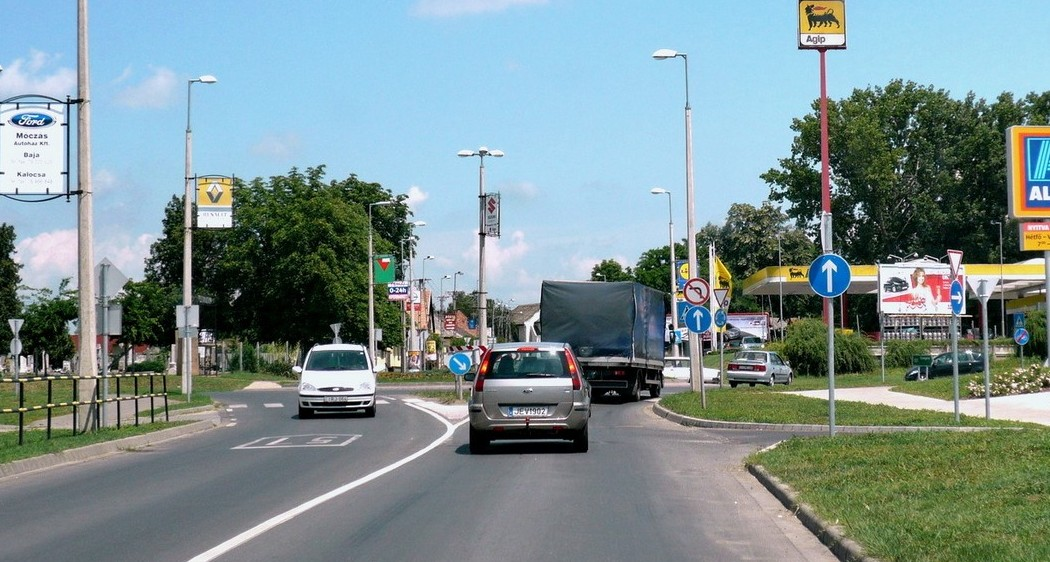
Hlavní silnice č. 51, procházející městem.

Západo-východním směrem prochází přes Baju železniční trať z Bátaszéku do Kiskunhalasu (a dříve také do srbské Subotici. Na železnici je napojen rovněž i místní přístav. Dříve vedla trať i na jih nedaleko dunajského břehu na dnešní území Srbska (do obce Bački Breg a města Apatin).
Kromě hlavního nádraží, umístěného severovýchodně od středu města, stojí na území Baji ještě zastávka Baja-Dunafürdő. Obsluhuje stejnojmenné sídlo na druhém břehu Dunaje.
Město má vlastní přístav, který se nachází přímo na břehu Dunaje, blízko středu města. Je umístěn tam, kde stál přístav již v 19. století.
V západo-východním směru vede také významný silniční tah. Kromě toho přes Baju prochází také silnice č. 51 z Kalocsi přes Baju do Bezdanu v Srbsku. Z východní strany města se nachází Východní okruh (maďarsky Keleti körút), který slouží pro odvedení tranzitní dopravy.
Dopravně klíčový je silniční/železniční most Istvána Türra přes Dunaj. Postaven byl na začátku 20. století. 
Městskou dopravu zajišťují autobusy soukromé společnosti. Severně od Baji vede po protipovodňovém valu Dunaje cyklostezka.

## Sport
Na zmíněném Petőfiho ostrově stojí řada sportovišť, včetně krytého plaveckého bazénu, tenisových kurtů a fotbalového hřiště. Nachází se zde další rekreační zařízení, např. kempy.

## Zdravotnictví
V Baje se nachází městská nemocnice (maďarsky Városi körház) sv. Rocha. Leží v areálu východně od středu města.

## Známé osobnosti
- Lázár Meszáros, ministr obrany
- Karl Isidor Beck, rakouský básník
- Katinka Hosszú, olympijská vítězka
- Akós Kalmár, plavec
- Márk Rózsavölgyi, violinista, který se v Baji usadil roku 1813.
- Karl Isidor Beck (1817–1879), Básník
- Imrich Bende (1824–1911), biskup
- István Türr (1825–1908), politik
- Joseph Perles (1835–1894), rabín
- Johann von Nostitz-Rieneck (1847–1915), voják
- József Balassa (1864–1945), filolog
- Emmerich Schwemlein (* 1950), politik
- Viktoria Eschbach-Szabo (* 1956), japanoložka
- Marcell Pongó (* 1997), basketbalista
- Emma Nagy (* 1998), jazzová hudebnice

## Partnerská města
- Argentan, Francie
- Sombor, Srbsko
- Subotica, Srbsko
- Waiblingen, Německo
- Devizes, Spojené království
- Hódmezővásárhely, Maďarsko
- Târgu Mureş, Rumunsko
- Sângeorgiu de Pădure, Rumunsko
- Thisted, Dánsko
- Labin, Chorvatsko
- Ulm, Německo